# Метелик року (Німеччина)
Метелик року в Німеччині (нім. Schmetterling des Jahres) — вид метеликів, який оголошують символом року у ФРН від 2003 року. Ініціатором акції став Союз охорони природи Німеччини, який є німецькою філією міжнародної організації «Друзі Землі». Метою цієї акції є привернути увагу до рідкісних видів метеликів та необхідності їх охорони.

## Перелік
| Рік  | Назва (укр. та нім.)                              | Назва (біноміальна)    | Фото |
| ---- | ------------------------------------------------- | ---------------------- | ---- |
| 2003 | Гірняк ефіоп, Graubindiger Mohrenfalter           | Erebia aethiops        |      |
| 2004 | Зоряниця Аврора, Aurorafalter                     | Anthocharis cardamines |      |
| 2005 | Сатир боровий, Ockerbindiger Samtfalter           | Hipparchia semele      |      |
| 2006 | Махаон, Schwalbenschwanz                          | Papilio machaon        |      |
| 2007 | Сонцевичок змінний, Landkärtchen                  | Araschnia levana       |      |
| 2008 | Синявець Аргус, Argusbläuling                     | Plebejus argus         |      |
| 2009 | Сонцевик павиче око, Tagpfauenauge                | Inachis io             |      |
| 2010 | Ведмедиця-господиня, Schönbär                     | Callimorpha dominula   |      |
| 2011 | Мінливець великий, Großer Schillerfalter          | Apatura iris           |      |
| 2012 | Сатурнія мала, Das Kleine Nachtpfauenauge         | Saturnia pavonia       |      |
| 2013 | Перлівець Селена, Braunfleckiger Perlmutterfalter | Boloria selene         |      |
| 2014 | Бражник молочайний, Wolfsmilchschwärmer           | Hyles euphorbiae       |      |
| 2015 | Стрічкарка червона, Rotes Ordensband              | Catocala nupta         |      |
| 2016 | П'ядун аґрусовий, Stachelbeerspanner              | Abraxas grossulariata  |      |
| 2017 | Жовтюх осьмак, Goldene Acht                       | Colias hyale           |      |
| 2018 | Барвниця грушева, Großer Fuchs                    | Nymphalis polychloros  |      |
| 2019 | Мереживниця Галатея, Schachbrettfalter            | Melanargia galathea    |      |
| 2020 | Хвостюшок підзелень, Grüner Zipfelfalter          | Callophrys rubi        |      |
| 2021 | Ведмедиця кайя, Brauner Bär                       | Arctia caja            |      |
| 2022 | Підсрібник великий, Kaisermantel                  | Argynnis paphia        |      |